# Ettore Sannino
Ettore Sannino (Portici, 1897 – 1975) è stato uno scultore e pittore italiano.

## Carriera
Allievo dell'Accademia di Belle Arti di Napoli, dove si diplomò nel 1922 dopo aver partecipato alla prima guerra mondiale, fu scultore e insegnante di disegno in vari ordini di scuole.
Dal secondo dopoguerra decise di dedicarsi esclusivamente alla pittura, le sue maggiori opere in questo campo sono esposte presso il Museo d'arte contemporanea di Roma.

## Opere principali
- Monumento ai Caduti di Portici (1924)
- Monumento ai Caduti di Barra (1924)
- Monumento ai Caduti di Pomarico (1925)
- Lapide ad Armando Diaz, Portici (1928)
- Monumento ai Caduti di Lauria (1929)
- Decorazioni scultoree per la facciata della Basilica di Santa Maria della Natività e San Ciro, Portici (1929)